# Puelén (departamento)

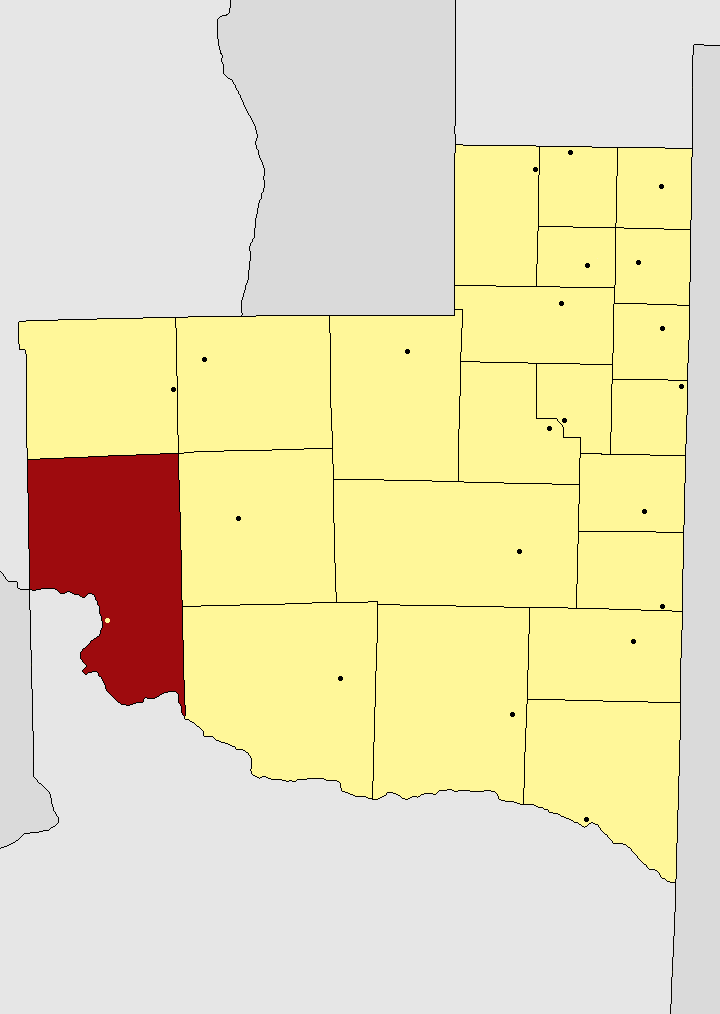
Localização do departamento de Puelén em La Pampa, Argentina.

Puelén é um departamento da Argentina, localizada na província de La Pampa.